# Dinah Sheridanová
Dinah Sheridanová (nepřechýleně Sheridan, 17. září 1920 na Hampsteadu v Londýně – 25. listopadu 2012 v Northwoodu v Londýně ) byla anglická herečka.
Narodila se v Londýně ruskému otci a německé matce a původně se jmenovala Dinah Nadyejda Ginsburgová. Později si celá rodina změnila příjmení na Sheridan.
Ve filmu se poprvé objevila v roce 1937 ve snímku Father Steps Out, mezi její nejznámější filmy patří Genevieve z roku 1953 a The Railway Children z roku 1970.